# فال‌بینی
فال و فال‌گیری به معنای کوشش در پیشگویی و پیش بینی آینده یک فرد و یک عمل خرافی و شبه علم است که از راه و روش های نهانی یا فراطبیعی صورت می گیرد. فال‌گیری یکی از شاخه‌های نهان‌شناسی است.باید توجه داشت که فال را نباید با طالع بینی اشتباه گرفت. طالع بینی نوعی پیشگویی است که از اختیار فرد خارج است؛ یعنی فرد قدرت انتخاب و اختیاری در آن ندارد، همچنین پیشگویی درطالع بینی بر اساس وضعیت ستارگان در زمان تولد فرد می‌باشد (مانند طالع بینی چینی یا طالع بینی هندی). اما در فال پیشگویی با توجه انتخاب فرد بدست می‌آید و برخلاف طالع بینی به تاریخ تولد بستگی ندارد (مانند فال تاروت، فال قهوه یا فال حافظ). بنابراین نباید واژه فال را با طالع بینی اشتباه گرفت پس واژه‌هایی مانند فال چینی، فال مصری، فال شخصی اشتباه می‌باشد.

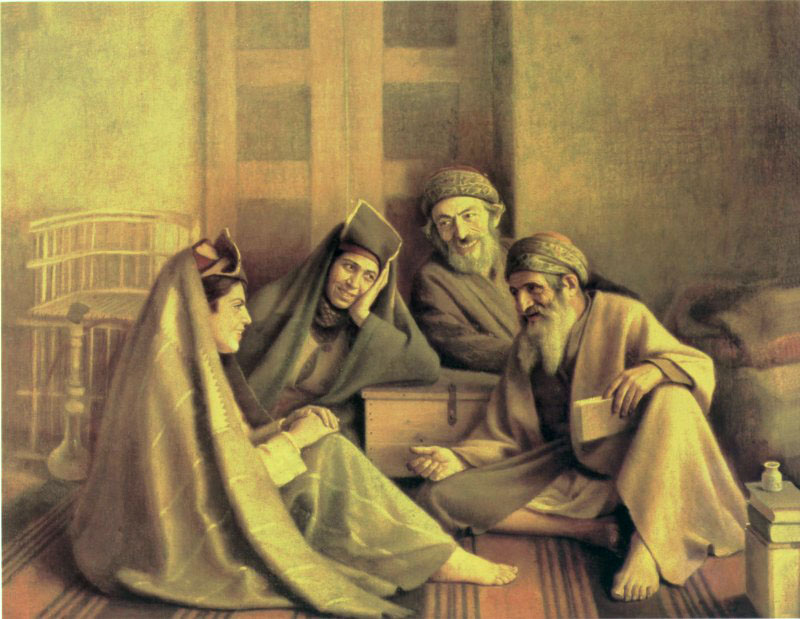
فالگیر بغدادی اثر کمال‌الملک

## روش‌های فالگیری
همان‌طور که طالع بین‌ها به ستاره‌ها رجوع می‌کنند تا پیشگویی کنند، فالگیران نیز روشها و راه‌های خاص خود را برای پیشگویی دارند.
برای مثال فالگیر در فال قهوه، پیشگویی دربارهٔ آینده فرد را با توجه به شکل ایجاد شده در فنجانی که از آن قهوه نوشیده شده‌است استخراج می‌کند. با اختراع و پیدایش ماشین چاپ، کارت‌های بازی بسیار ارزان در دسترس همگان قرار گرفت و از آن زمان فال با کارت نزد فالگیرها محبوبیت زیادی یافت. در این میان بخصوص کارتهایی موسوم به کارت تاروت که تصاویر و نقشهای رنگی عجیب و غریب دارند، از قدیم توجه طالبان رازها را به خود جلب کرده‌است. فالگیر با توجه به این که چه کارتهایی باز شده‌اند، چگونه و درچه محیطی قرار دارند؛ پس از بررسی کارتهای تاروت، سرنوشت او را از روی کارتها می‌خواند.

## گونه‌های فال

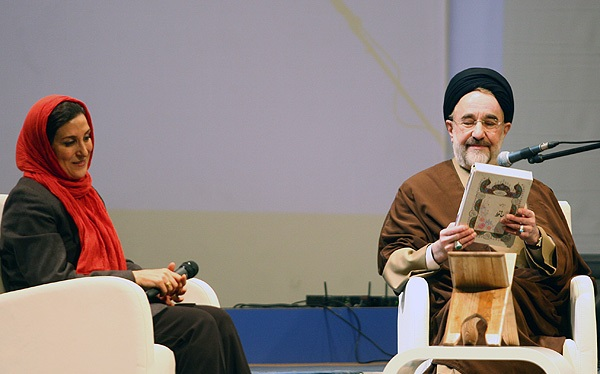
محمد خاتمی در جشن شب چلهٔ ۱۳۸۶ چلچراغ همراه فاطمه معتمدآریا تفألی به دیوان حافظ می‌زنند.

### فال حافظ
فال حافظ با دیوان حافظ در بین ایرانیان یک رسم عمومی است. دیوان شعر خواجه شمس الدین حافظ شیرازی از پر طرفدارترین کتبی است که در خانه هر ایرانی وجود دارد. ایرانیان برای تفنن و شاید برای تصمیم گیری با زدن فال به این دیوان فرصتی برای خواندن شعر و تفسیر آن به خیر و صلاح یا به شر و ناصواب پیدا می‌کنند.
ایرانیان به هنگام زدن فال، کتاب را در دست می‌گیرند و به بیان این جملات یا جملاتی از این دست می‌پردازند:
ای حافظ شیرازی، تو کاشف هر رازی، ما طالب یک فالیم، بر ما بنما رازی
عده‌ای هم می‌گویند:
حافظ ای حافظ شیرازی، بر من نظر اندازی، من طالب یک رازم، تو کاشف هر فالی، قسم به شاخه نباتت قسم می‌دهم به قرآنی که در سینه داری، این فال مرا بگشای.
برخی دیگر می‌گویند:
ای حافظ شیرازی، تو کاشف هر رازی، به حق شاخ نباتت، به حق جام شرابت، منظور خودت را از مراد ما بیان کن.
بعد انگشت خود را لای دیوان می‌گذارند و باز می‌کنند. غزلی را که در صفحه سمت راست قرار دارد می‌خوانند و تفسیر می‌کنند. اگر مضمون غزل مثبت باشد فال را خوب و گرنه آن را بد می‌دانند.
از آن جا که عمده غزلیات حافظ دارای مضامینی عرفانی، عشقی، امیدوارکننده و مهربانی آفرین است زدن فال در مراسم خواستگاری، ازدواج، نوروز، تولد فرزندان و مانند آن بیشتر مرسوم است.
متقاضیان فال حافظ بیشتر دختران و پسران جوانی هستند که در طلب عشق و در جستجوی یافتن دلیلی برای ادامه عشق خود هستند.
برخی فال‌ها نیز مانند فال انبیاء الهی وجود دارند و به اعتقاد برخی افراد واقعی و قابل اعتمادتر هستند.